# Michiko Shoda
Keizerin Michiko  (Japans: 皇后美智子, Kōgō Michiko) (Tokio, 20 oktober 1934) was van 7 januari 1989 tot en met 30 april 2019 de keizerin-gemalin van Japan. Ze werd geboren als Michiko Shōda (正田 美智子, Shōda Michiko).
Zij komt uit een rooms-katholieke familie en bezocht katholieke scholen. Zij rondde een studie af aan de Heilig Hart Universiteit in Tokio.
Michiko trouwde op 10 april 1959 met Akihito, de toenmalige kroonprins. Ze was het eerste burgermeisje dat in de keizerlijke familie trouwde.
Samen kregen ze drie kinderen:
- prins Naruhito (23 februari 1960), sinds 1 mei 2019 de 126e keizer van Japan
- prins Akishino (30 november 1965)
- prinses Sayako (18 april 1969)